# Лунвож (приток Ямщиков-Содмеса)
Лунвож (устар. Лун-Вож) — река в России, протекает по Республике Коми. Является правой составляющей реки Ямщиков-Содмес. Устье реки находится в 41 км по левому берегу реки Ямщиков-Содмес. Длина реки составляет 43 км.

## Данные водного реестра
По данным государственного водного реестра России относится к Двинско-Печорскому бассейновому округу, водохозяйственный участок реки — Вычегда от города Сыктывкар и до устья, речной подбассейн реки — Вычегда. Речной бассейн реки — Северная Двина.
Код объекта в государственном водном реестре — 03020200212103000020947.